# Liste der Monuments historiques in Asnières-sur-Seine
Die Liste der Monuments historiques in Asnières-sur-Seine führt die Monuments historiques in der französischen Gemeinde Asnières-sur-Seine auf.

## Liste der Bauwerke
| Bezeichnung                   | Beschreibung | Standort                          | Kennzeichnung | Schutzstatus | Datum     | Bild           |
| ----------------------------- | ------------ | --------------------------------- | ------------- | ------------ | --------- | -------------- |
| Schloss                       |              | 89, rue du Château (Lage)         | PA00088062    | Classé       | 1971 1996 | weitere Bilder |
| Kirche Ste-Geneviève          |              | Rue de l’Eglise (Lage)            | PA00088064    | Inscrit      | 1929      | weitere Bilder |
| Gare des Carbonnets (Bahnhof) |              | Impasse des Carbonnets (Lage)     | PA00088063    | Inscrit      | 1985      | weitere Bilder |
| Haus                          |              | 53, rue Maurice-Bokanowski (Lage) | PA00088065    | Inscrit      | 1929      |                |

## Liste der Objekte
- Monuments historiques (Objekte) in Asnières-sur-Seine in der Base Palissy des französischen Kultusministeriums